# Yū Nakasato
Yū Nakasato (jap. 中里 優, Nakasato Yū; * 14. Juli 1994 in Fuchū) ist eine japanische Fußballspielerin.

## Karriere

### Verein
Sie begann ihre Karriere bei Nippon TV Beleza.

### Nationalmannschaft
Mit der japanischen U-20-Nationalmannschaft qualifizierte sie sich für die U-20-Weltmeisterschaft der Frauen 2012.
Nakasato absolvierte ihr erstes Länderspiel für die japanischen Nationalmannschaft am 2. Juni 2016 gegen Vereinigte Staaten von Amerika. Sie wurde in den Kader der Asienspiele 2018 berufen. Insgesamt bestritt sie 20 Länderspiele für Japan.

## Errungene Titel

### Mit der Nationalmannschaft
- Asienspielen: 2018

### Mit Vereinen
- Nihon Joshi Soccer League: 2015, 2016, 2017, 2018